# Dobřichovice
Dobřichovice (in tedesco Dobrichowitz) è una città della Repubblica Ceca facente parte del distretto di Praha-západ, in Boemia Centrale.